# 天野健太郎
天野健太郎（日语：／ Amano Kentaro，1971年5月6日—2018年11月12日），日本台灣文學翻譯家、中文口譯員，從事翻譯書籍在日本出版的公司聞文堂（Bunbundo）的代表。
致力於將台灣書籍翻譯成日文、引進日本，成功將台灣作品在日本推廣，並屢次獲獎，翻譯作品有龍應台的《大江大海一九四九》、貓夫人的《台灣這裡有貓》、陳柔縉的《人人身上都是一個時代》、吳明益的《天橋上的魔術師》等。
2018年11月12日，因胰臟癌病逝，得年47歲。

## 生平
天野健太郎1971年生於日本愛知縣，畢業於京都府立大學文學部，攻讀日文暨中文，2000年赴台於國立臺灣師範大學國語中心留學，也在中國北京語言大學人文學部就學。
天野曾在日本出版社「白水社」發表的雜記〈台灣文學之謎〉之中自言，到台灣之前，從未看過任何台灣文學著作，接觸到台灣是蔡明亮導演的電影《洞》，得以窺探台灣的生活面貌，對台灣人深層的吶喊有所共鳴；不過到了台灣，發現台灣人未必全如電影中的苦悶與沈默，反而是開朗、率直且愛聊天。天野很融入在台灣的留學生活，開始逛書店，初時因為中文還不是很輪轉，挑書光看書背、憑直覺，似懂非懂慢慢啃，後來漸漸理解戰後的台灣文學受到政治的壓抑，作家只能專心磨練文體和技巧，掩飾內心對國家認同的渴望，國際情勢決定了歷史、外來政權決定了言語、獨裁政權限制了文化，在這種背景下誕生的故事，打動了他的內心深處，同時感到台灣文學用的中文很美。天野覺得台日曾共有50年的歷史，日本讀者應該很容易接受這些作品，於是興起了翻譯台灣文學的念頭。
2010年，天野遇到了曾在日本東北大學留學的台僑黃碧君，黃碧君2009年婚後定居日本從事日本書籍中文翻譯與版權代理工作，兩人一拍即合，2012年共創版權公司「聞文堂」，要將台灣文學帶進日本。
天野翻譯的第一本書，是龍應台的《大江大海一九四九》（日本書名『台湾海峡一九四九』）。這書日方出版社委託代理商談了半年還沒辦法敲定，天野為了促成這件事，自掏腰包飛台灣幫忙溝通，經歷了版權冾談的重重困難，這也促成他和黃碧君聯手，兩人分工，黃碧君冾談版權，天野則專心做企畫書、試譯稿。
之後，天野把其他台灣作家的作品陸續翻譯成日文，並成功將吳明益的小說《天橋上的魔術師》引介給日本大型出版集團，這書入圍2016年第二屆日本翻譯大賞決審，並獲得2016年日本書店大獎（日語：本屋大賞）翻譯小說第3名。

## 翻譯作品
- 2018.11『自転車泥棒』《單車失竊記》 吳明益著，天野健太郎譯，文藝春秋出版
- 2017.2『星空』《星空》	幾米著、繪，天野健太郎譯，トゥーヴァージンズ出版
- 2017.9『13・67』《13·67》	陳浩基（香港作家）著，天野健太郎譯，文芸春秋出版
- 2016.3『店主は、猫』《台灣這裡貓當家》	貓夫人著，天野健太郎、小栗山智譯，Wave出版
- 2016.9『台湾少女、洋裁に出会う』《母親的六十年洋裁歲月》	鄭鴻生著，天野健太郎譯，紀伊国屋書店出版
- 2015.5『歩道橋の魔術師』《天橋上的魔術師》	吳明益著，天野健太郎譯，白水社出版
- 2015.9『父を見送る』《目送》	龍應台著，天野健太郎 譯，白水社出版
- 2014.6『日本統治時代の台湾』《人人身上都是一個時代》	陳柔縉著，天野健太郎譯，PHP研究所出版
- 2013.2『交換日記』《交換日記1》	張妙如、徐玫怡著，天野健太郎譯，東洋出版
- 2013.6『猫楽園』《台灣這裡有貓》	貓夫人著，天野健太郎譯，イースト・プレス出版
- 2012.6『台湾海峡一九四九』《大江大海一九四九》	龍應台著，天野健太郎譯，白水社出版

## 獲獎
- 『13・67』《13・67》
  - 2017年日本週刊文春推理小說 Best 10[5]
  - 2017年日本本格推理小說 Best 10「海外篇」第1名[5]
  - 2018年日本本屋大賞「翻譯小說」第2名[6]
  - 2018年日本這本推理小說真厲害！「國際篇」第2名
- 『歩道橋の魔術師』《天橋上的魔術師》
  - 2016年日本本屋大賞「翻譯小說」第3名
- 『台湾海峡一九四九』《大江大海一九四九》
  - 2012年紀伊國屋金尊大獎第25位[7]

## 外部連結
- 聞文堂介紹（页面存档备份，存于）
- 吳明益先生發文紀念天野健太郎先生